# Agatha van Vladimir
Agatha van Vladimir-Volynski, ook Agafia, (1190-na 1247) was een dochter van vorst Svjatoslav van Vladimir-Volynski uit het geslacht der Ruriken. Zij huwde in 1207 met de Poolse vorst Koenraad van Mazovië. Het paar had de volgende kinderen:
- vorst Boleslaw I (1208-) van Sandomir
- Premislaw (-1228)
- Mieszko (-1237)
- hertog Casimir I van Koejavië (-1268)
- hertog Ziemovit I van Mazovië (-1262)
- Ludmilla, non
- Salome, non
- Eudoxia, gehuwd met graaf Diederik I van Brehna
- Jutta, gehuwd met hertog Mieszko II de Vette van Opper-Silezië (1246) en met hertog Hendrik III van Silezië (-1266)
- Ziemomysl (1225-1241)
- Mieszko (1229-1238)[2]

- Gemeinsame Normdatei: 1069541567
- Virtual International Authority File: 315939927